# Ahoada Oeste
Ahoada Oeste é uma área de governo local do estado de Rios, na Nigéria, com sede em Aquinima. Tem 403 quilômetros quadrados e de acordo com o censo de 2016, havia 350 200 residentes.